# Casamassima
Casamassima is een gemeente in de Italiaanse provincie Bari (regio Apulië) en telt 17.413 inwoners (31-12-2004). De oppervlakte bedraagt 77,4 km², de bevolkingsdichtheid is 225 inwoners per km².

## Demografie
Casamassima telt ongeveer 6138 huishoudens. Het aantal inwoners steeg in de periode 1991-2001 met 19,1% volgens cijfers uit de tienjaarlijkse volkstellingen van ISTAT.

## Geografie
De gemeente ligt op ongeveer 223 meter boven zeeniveau.
Casamassima grenst aan de volgende gemeenten: Acquaviva delle Fonti, Adelfia, Capurso, Cellamare, Noicattaro, Rutigliano, Sammichele di Bari, Turi, Valenzano.